# 情趣内衣

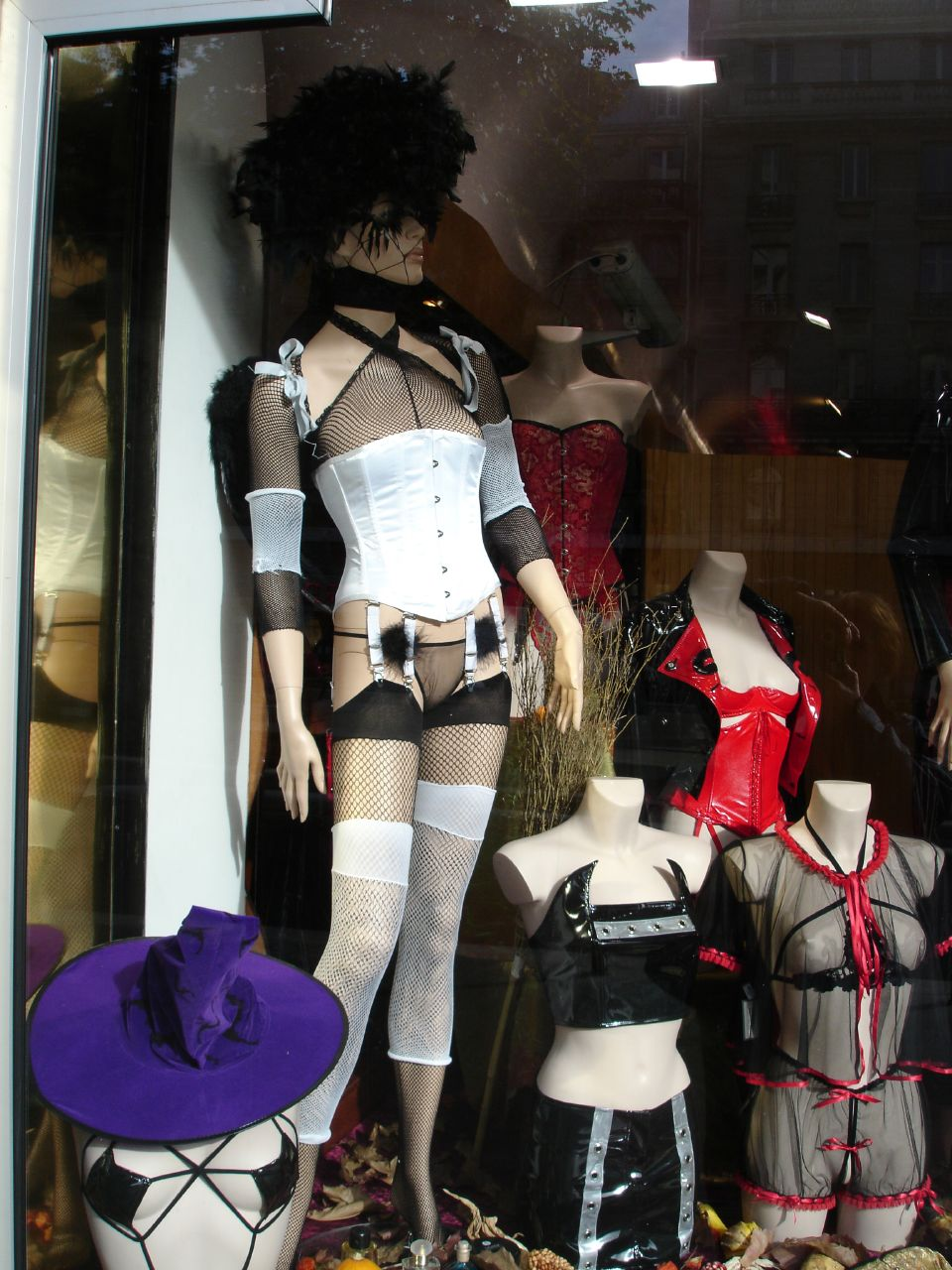
情趣内衣店

透明胸罩

情趣内衣是指以突顯肉體的性魅力、激起性慾為目的的內衣或衣物。一般會著重其效果及新鮮感，是否適合日常穿著或是其耐穿性較不是其考量重點。像糖果內衣之類可溶於水的内衣，也屬於情趣内衣的一種，跟随着时代的发展，情趣内衣不再仅仅满足于性感的需求，而是有了更多角色扮演的场景需求。
情趣内衣一般會以透明度較高的布料或材質製作，或是其包裹部份較一般胸罩或內褲要少，多半是為女性穿著設計，不過也有男性的情趣内衣。有些情趣内衣會在情趣用品店或專門販售的商店內販售。

## 高透明度的情趣内衣
- 透明胸罩：強調透明度的胸罩。
- 透明内裤（日语：透けパン）：強調透明度的內褲。
- 背帶裙睡衣：強調透明度的吊帶背心。

## 包裹部份較少的情趣内衣
- G弦褲或丁字褲：臀部布料呈丁字，甚至是肛門等部位只有一條繩子的內褲或泳褲。
- C字褲：腰部沒有布料，只有布料及塑膠框蓋住陰部的衣物或泳褲。

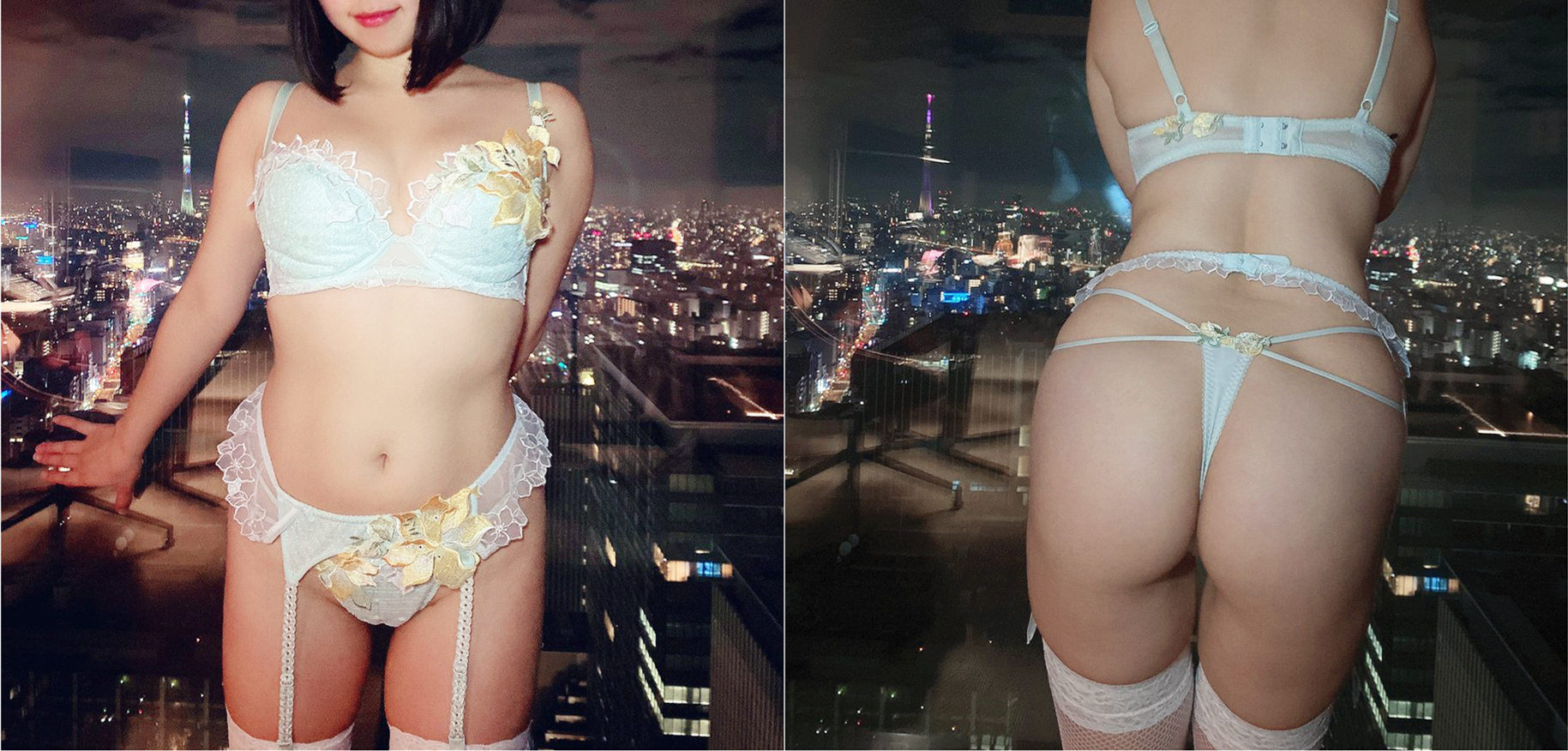
穿着情趣内衣(丁字裤)的少女

- 穿着情趣内衣(丁字裤)的少女上空胸罩：將全罩杯胸罩捨去3/4，只支撐著下乳部分的胸罩。